# Sixième circonscription de La Réunion
La sixième circonscription de La Réunion est l'une des sept circonscriptions législatives de l'île de La Réunion, département d'outre-mer français dans le sud-ouest de l'océan Indien. Créée en 2010 à la faveur d'un redécoupage, elle comprend des territoires qui relevaient autrefois de la première et de la cinquième circonscriptions entre Saint-Denis et Saint-André.

## Découpage
La sixième circonscription de la Réunion recouvre les sept cantons suivants :
| Canton                   | Commune        |
| ------------------------ | -------------- |
| Canton de Saint-André-1  | Saint-André    |
| Canton de Saint-André-2  | Saint-André    |
| Canton de Saint-André-3  | Saint-André    |
| Canton de Saint-Denis-7  | Saint-Denis    |
| Canton de Saint-Denis-9  | Saint-Denis    |
| Canton de Sainte-Marie   | Sainte-Marie   |
| Canton de Sainte-Suzanne | Sainte-Suzanne |

Les cantons de Saint-Denis-7 et Saint-Denis-9 étaient rattachés à la première circonscription de La Réunion jusqu'au redécoupage des circonscriptions législatives françaises de 2010. De même, les cantons de Saint-André-1, Saint-André-2, Saint-André-3, Sainte-Marie et Sainte-Suzanne étaient jusqu'alors compris dans la cinquième circonscription de La Réunion.

## Historique des députations
| Législature | Début de mandat | Fin de mandat | Député           | Parti politique | Observations                                                                           |
| ----------- | --------------- | ------------- | ---------------- | --------------- | -------------------------------------------------------------------------------------- |
| XIVe        | 20 juin 2012    | 20 juin 2017  | Monique Orphé    | PS              |                                                                                        |
| XVe         | 21 juin 2017    | 21 juin 2022  | Nadia Ramassamy  | LR              |                                                                                        |
| XVIe        | 22 juin 2022    | 9 juin 2024   | Frédéric Maillot | PLR             | Mandat écourté à la suite d'une dissolution parlementaire décidée par Emmanuel Macron. |

### Élections de 2012
| Candidat       | Candidat             | Parti          | Premier tour | Premier tour | Second tour | Second tour |  |
| Candidat       | Candidat             | Parti          | Voix         | %            | Voix        | %           |  |
| -------------- | -------------------- | -------------- | ------------ | ------------ | ----------- | ----------- |  |
|                | Monique Orphé élue   | PS             | 11 642       | 42,25        | 18 805      | 58,85       |  |
|                | Jean-Louis Lagourgue | UMP            | 8 136        | 29,53        | 13 147      | 41,15       |  |
|                | Maurice Gironcel     | PCR            | 5 014        | 18,20        |             |             |  |
|                | Joseph Grondin       | FN             | 851          | 3,09         |             |             |  |
|                | Yvette Duchemann     | EÉLV           | 847          | 3,07         |             |             |  |
|                | Emmanuel Lemagnen    | MoDem          | 471          | 1,71         |             |             |  |
|                | Pascal Hoareau       | FG (PCF)       | 400          | 1,45         |             |             |  |
|                | Didier Lombard       | LO             | 194          | 0,70         |             |             |  |
|                |                      |                |              |              |             |             |  |
| Inscrits       | Inscrits             | Inscrits       | 67 883       | 100,00       | 67 878      | 100,00      |  |
| Abstentions    | Abstentions          | Abstentions    | 38 699       | 57,01        | 33 593      | 49,49       |  |
| Votants        | Votants              | Votants        | 29 184       | 42,99        | 34 285      | 50,51       |  |
| Blancs et nuls | Blancs et nuls       | Blancs et nuls | 1 629        | 5,58         | 2 333       | 6,8         |  |
| Exprimés       | Exprimés             | Exprimés       | 27 555       | 94,42        | 31 952      | 93,2        |  |

### Élections de 2017
À la suite des élections législatives des 10 et 17 juin 2012, Monique Orphé (PS) est devenue la première députée de la 6e circonscription en battant Jean-Louis Lagourgue alors maire de Sainte-Marie et 1er vice-président du Conseil régional de La Réunion.
Lors des élections législatives du 11 juin et 18 juin 2017, la candidate de l'Union de la Droite, Nadia Ramassamy (LR), remporte le siège de députée de cette sixième circonscription en s'imposant au second tour face à la députée sortante, Monique Orphée, en totalisant 52,61 % des suffrages exprimés contre 47,39 % pour la sortante PS, étiquetée En Marche pour cette nouvelle élection.
|                                                                           |                                                          |                           |                           |                          |                          |
|                                                                           |                                                          | Premier tour 11 juin 2017 | Premier tour 11 juin 2017 | Second tour 18 juin 2017 | Second tour 18 juin 2017 |
|                                                                           |                                                          |                           |                           |                          |                          |
|                                                                           |                                                          | Nombre                    | % des inscrits            | Nombre                   | % des inscrits           |
| Inscrits                                                                  | Inscrits                                                 | 75 861                    | 100,00                    | 75 862                   | 100,00                   |
| Abstentions                                                               | Abstentions                                              | 52 837                    | 69,65                     | 48 700                   | 64,20                    |
| Votants                                                                   | Votants                                                  | 23 024                    | 30,35                     | 27 162                   | 35,80                    |
|                                                                           |                                                          |                           | % des votants             |                          | % des votants            |
| Bulletins blancs                                                          | Bulletins blancs                                         | 1 021                     | 4,43                      | 1 698                    | 6,25                     |
| Bulletins nuls                                                            | Bulletins nuls                                           | 982                       | 4,27                      | 1 868                    | 6,88                     |
| Suffrages exprimés                                                        | Suffrages exprimés                                       | 21 021                    | 91,30                     | 23 596                   | 86,87                    |
|                                                                           |                                                          |                           |                           |                          |                          |
| Candidat Étiquette politique (partis et alliances)                        | Candidat Étiquette politique (partis et alliances)       | Voix                      | % des exprimés            | Voix                     | % des exprimés           |
|                                                                           |                                                          |                           |                           |                          |                          |
|                                                                           | Monique Orphé (députée sortante) La République en marche | 5 770                     | 27,45                     | 11 181                   | 47,39                    |
|                                                                           | Nadia Ramassamy Les Républicains                         | 4 515                     | 21,48                     | 12 415                   | 52,61                    |
|                                                                           | Gilles Leperlier Parti communiste réunionnais            | 2 284                     | 10,87                     |                          |                          |
|                                                                           | Alexandre Laï-Kane-Cheong Divers gauche (Croire et oser) | 2 040                     | 9,70                      |                          |                          |
|                                                                           | Pascal Hoareau La France insoumise                       | 1 510                     | 7,18                      |                          |                          |
|                                                                           | Élodie Martin-Charron Front national                     | 1 207                     | 5,74                      |                          |                          |
|                                                                           | Didier Gopal Divers droite                               | 1 044                     | 4,97                      |                          |                          |
|                                                                           | Patricia Coutandy Divers gauche                          | 547                       | 2,60                      |                          |                          |
|                                                                           | Grégoire Cordebœuf Divers droite                         | 440                       | 2,09                      |                          |                          |
|                                                                           | Ravy Vellayoudom Divers droite                           | 418                       | 1,99                      |                          |                          |
|                                                                           | Johny Adekalom Divers gauche                             | 399                       | 1,90                      |                          |                          |
|                                                                           | Yvette Duchemann Écologiste                              | 297                       | 1,41                      |                          |                          |
|                                                                           | Jean-Luc Payet Lutte ouvrière                            | 208                       | 0,99                      |                          |                          |
|                                                                           | Delia Moutin Écologiste                                  | 142                       | 0,68                      |                          |                          |
|                                                                           | Aurélie Frut Divers (Union populaire républicaine)       | 128                       | 0,61                      |                          |                          |
|                                                                           | Geoffroy Grondin Divers droite                           | 72                        | 0,34                      |                          |                          |
| Source : Ministère de l'Intérieur - Sixième circonscription de La Réunion |                                                          |                           |                           |                          |                          |

### Élections de 2022
| Résultats des élections législatives des 12 et 19 juin 2022 de la 6e circonscription de la Réunion |                           |                          |                          |              |              |             |             |
| Candidat                                                                                           | Candidat                  | Parti                    | Nuance                   | Premier tour | Premier tour | Second tour | Second tour |
| Candidat                                                                                           | Candidat                  | Parti                    | Nuance                   | Voix         | %            | Voix        | %           |
| | Frédéric Maillot          | PLR (NUPES)              | DVG                      | 5 429        | 23,88        | 12 659      | 52,99       |
| | Alexandre Laï-Kane-Cheong | C&O                      | DXG                      | 3 862        | 16,99        | 11 229      | 47,01       |
| | Eric Leung                | SE                       | DVC                      | 3 262        | 14,35        |             |             |
| | Monique Orphé             | PS diss.                 | DVG                      | 2 513        | 11,05        |             |             |
| | Nadine Gironcel-Damour    | PCR                      | DVG                      | 2 505        | 11,02        |             |             |
| | Valérie Legros            | RN                       | RN                       | 1 997        | 8,78         |             |             |
| | Nadia Ramassamy           | LR (UDC)                 | LR                       | 1 802        | 7,93         |             |             |
| | Johny Adekalom            | SE                       | DVC                      | 372          | 1,64         |             |             |
| | Philippe de Chazournes    | EPL                      | DXG                      | 298          | 1,31         |             |             |
| | Ophélie Clain             | LP (UPF)                 | DSV                      | 268          | 1,18         |             |             |
| | Jean-Noël Hoareau         | SE                       | DXG                      | 221          | 0,97         |             |             |
| | Didier Lombard            | LO                       | DXG                      | 208          | 0,91         |             |             |
| | Loïc Fanfan               | SE                       | REG                      | 0            | 0,00         |             |             |
| Votes valides                                                                                      | Votes valides             | Votes valides            | Votes valides            | 22 737       | 94,11        | 23 888      | 91,85       |
| Votes blancs                                                                                       | Votes blancs              | Votes blancs             | Votes blancs             | 742          | 3,07         | 1 146       | 4,41        |
| Votes nuls                                                                                         | Votes nuls                | Votes nuls               | Votes nuls               | 680          | 2,81         | 973         | 9,74        |
| Total                                                                                              | Total                     | Total                    | Total                    | 24 159       | 100          | 26 007      | 100         |
| Abstention                                                                                         | Abstention                | Abstention               | Abstention               | 57 861       | 70,54        | 56 043      | 68,30       |
| Inscrits / participation                                                                           | Inscrits / participation  | Inscrits / participation | Inscrits / participation | 82 020       | 29,46        | 82 050      | 31,70       |

### Élections de 2024
| Candidat                 | Candidat                  | Parti et coalition       | Nuance                   | Premier tour | Premier tour | Second tour | Second tour |
| Candidat                 | Candidat                  | Parti et coalition       | Nuance                   | Voix         | %            | Voix        | %           |
| ------------------------ | ------------------------- | ------------------------ | ------------------------ | ------------ | ------------ | ----------- | ----------- |
|                          | Frédéric Maillot          | PLR (NFP)                | DVG                      | 10 818       | 29,76        | 21 974      | 58,23       |
|                          | Valérie Legros            | RN                       | RN                       | 9 790        | 26,93        | 15 764      | 41,77       |
|                          | Alexandre Laï-Kane-Cheong | PCO (NFP)                | DVG                      | 9 083        | 24,99        |             |             |
|                          | Nadia Ramassamy           | RE (ENS)                 | ENS                      | 3 667        | 10,09        |             |             |
|                          | Mario Lechat              | SE                       | DVD                      | 1 688        | 4,64         |             |             |
|                          | Johny Adekalom            | SE                       | DVC                      | 581          | 1,60         |             |             |
|                          | Didier Lombard            | LO                       | EXG                      | 475          | 1,31         |             |             |
|                          | Marie-Christine Pounia    | REC                      | REC                      | 250          | 0,69         |             |             |
|                          |                           |                          |                          |              |              |             |             |
| Votes valides            | Votes valides             | Votes valides            | Votes valides            | 36 352       | 95,36        | 37 738      | 93,75       |
| Votes blancs             | Votes blancs              | Votes blancs             | Votes blancs             | 854          | 2,24         | 1 319       | 3,28        |
| Votes nuls               | Votes nuls                | Votes nuls               | Votes nuls               | 914          | 2,40         | 1 198       | 2,98        |
| Total                    | Total                     | Total                    | Total                    | 38 120       | 100          | 40 255      | 100         |
| Abstention               | Abstention                | Abstention               | Abstention               | 46 635       | 55,02        | 44 536      | 52,52       |
| Inscrits / participation | Inscrits / participation  | Inscrits / participation | Inscrits / participation | 84 755       | 44,98        | 84 791      | 47,48       |